# Batailles navales dans la Méditerranée au cours de la Première Guerre mondiale
Guerre navale durant la Première Guerre mondiale
Il y eut des combats navals sporadiques dans la Méditerranée pendant la Première Guerre mondiale entre les marines des empires centraux de l'Autriche-Hongrie, de l'Allemagne et de l'Empire ottoman et les marines alliées de l'Italie, de la France, de la Grèce, du Japon, des États-Unis et de l'Empire britannique.

## Marine impériale austro-hongroise et la marine royale britannique
L’Autriche-Hongrie était une puissance navale de taille moyenne en 1914. Avec un littoral relativement restreint (de Trieste, maintenant en Italie à Cattaro aujourd’hui au Monténégro) et pas de colonies, l'Autriche-Hongrie était beaucoup plus une puissance terrestre qu'une puissance maritime.
En effet, la marine austro-hongroise disposait de quatre cuirassés de la classe Tegetthoff puissants et d’un certain nombre de sous-marins. En outre, les Allemands réussirent à envoyer des U-boot en Méditerranée qui opérèrent à partir des bases navales autrichiennes, d'abord sous la bannière de la marine autrichienne, puis plus tard, sous celle de la marine allemande.

## La marine royale italienne

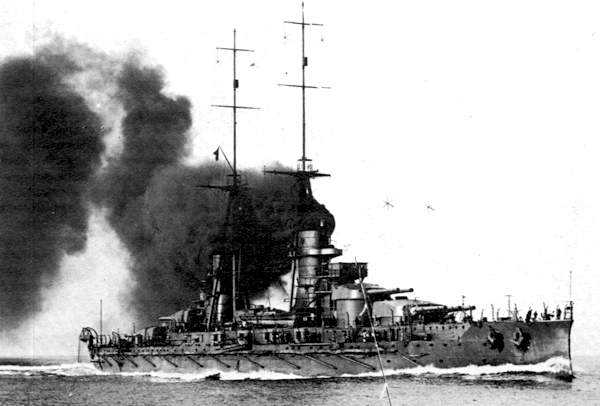
Le Giulio Cesare, à Otrante en 1915

Le royaume d'Italie pendant la Seconde Guerre mondiale disposait de six cuirassés dreadnought (le prototype Dante Alighieri, le Giulio Cesare, le Conte di Cavour et le Leonardo da Vinci tous trois de la classe Conte di Cavour, et enfin de l’Andrea Doria et le Caio Duilio de la classe Andrea Doria).
Pendant la guerre, la marine royale italienne concentra la majorité de ses efforts dans la mer Adriatique, pour combattre la marine austro-hongroise. La campagne de l'Adriatique durant la Première Guerre mondiale fut constituée principalement de bombardements de la côte adriatique italienne par les Austro-hongrois, d’une guerre sous marine plus vaste menée par les sous-marins allemands et hongrois dans l'Adriatique et de la Méditerranée, et caractérisé par l'utilisation de nouvelles armes par les Italiens (principalement des MAS et des torpilles humaines) qui parvinrent à couler deux navires de guerre autrichiens.
Pendant la plupart de la guerre, les marines italienne et austro-hongroise surveillèrent relativement passivement leurs homologues. La flotte italienne perdit le cuirassé pré-dreadnought Benedetto Brin à Brindisi (27 septembre 1915) et le cuirassé Leonardo da Vinci à Tarente (2 août 1916) à cause de l’explosion du magasin (bien que certains historiens parlent d’un sabotage autrichien). Dans la dernière partie de la guerre, la Regia Marina développa de nouvelles armes navales: les bateaux MAS qui coulèrent le cuirassé austro-hongrois SMS Szent Istvan dans la mer Adriatique, le 10 juin 1918, et un type primitif de torpille humaine (Mignatta) qui entra dans le port de Pula et coula le navire amiral austro-hongrois, le SMS Viribus Unitis le 1er novembre 1918.

## Les campagnes

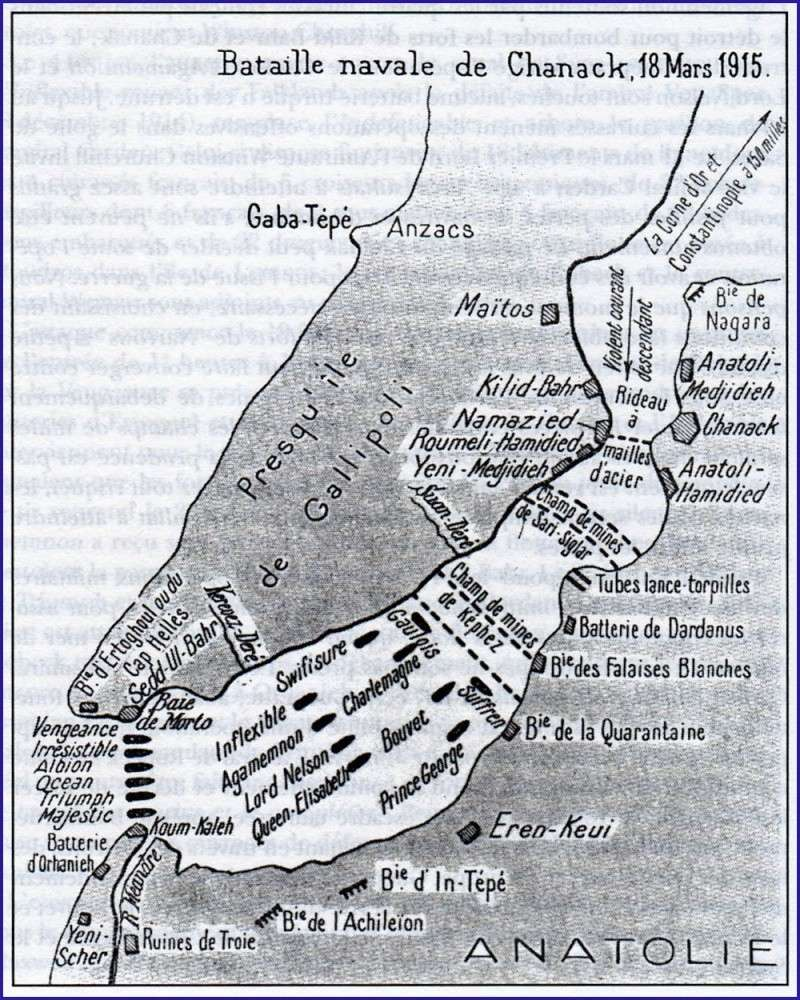
Plan de la tentative navale anglo-française de forcer les Dardanelles le 18 mars 1915.

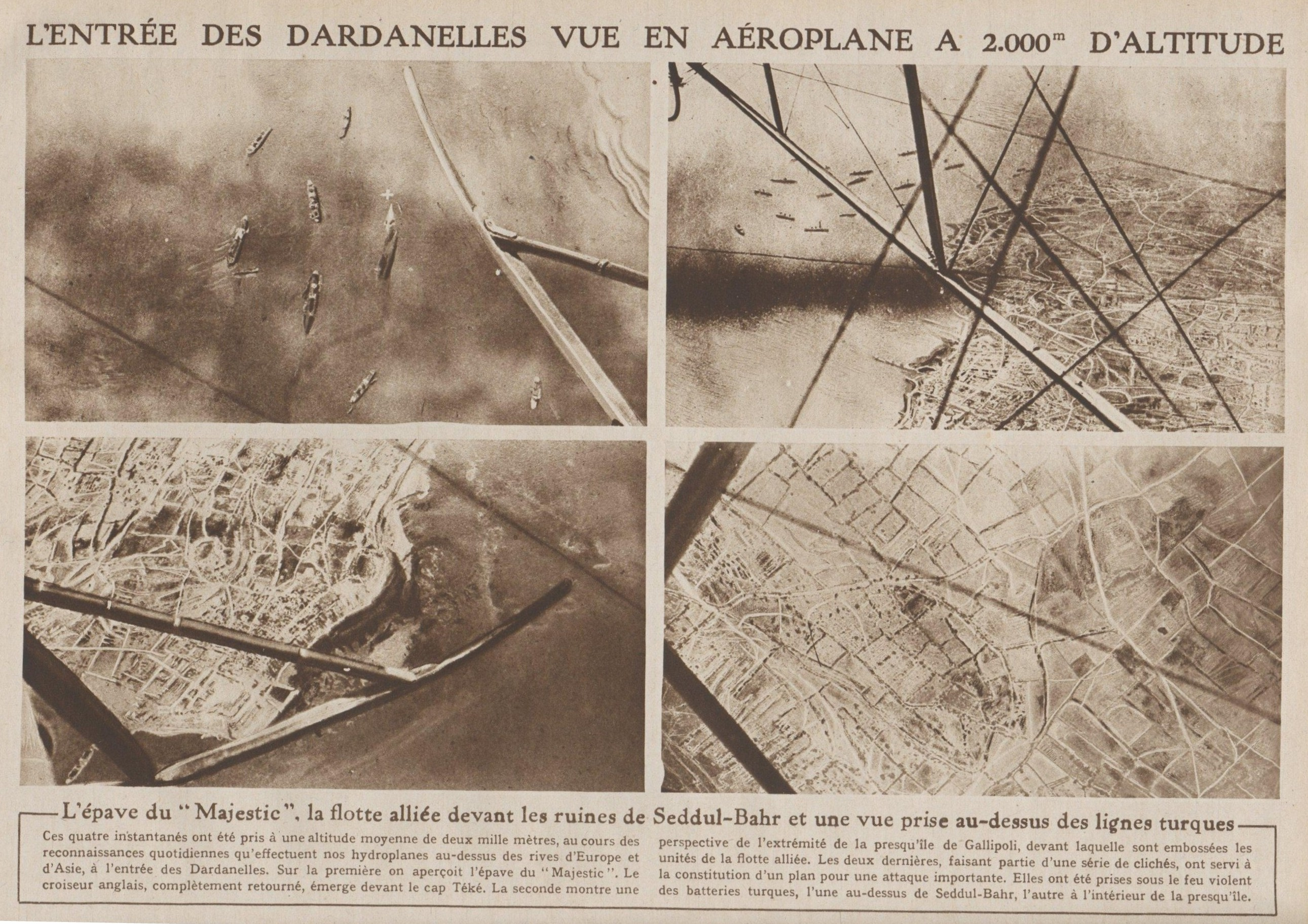
Vue aérienne du champ de bataille naval et terrestre des Dardanelles pendant l'été 1915.

Dans la mer Méditerranée, la guerre commença pour la flotte française, la plus grande mais aussi la plus ancienne flotte de la Méditerranée, en un déploiement d’escorte pour protéger les convois à travers la Méditerranée contre la flotte autrichienne (plus petite, mais plus récente) et pour se prémunir contre une éventuelle entrée dans la guerre de l’Italie aux côtés de l'Autriche. Plusieurs navires britanniques furent également envoyés à Malte pour renforcer la flotte britannique en Méditerranée. L’Allemagne disposait aussi d’une petite flotte en Méditerranée (basée à la base navale autrichienne de Pola aujourd’hui en Croatie) et au début des hostilités, le puissant cuirassé SMS Goeben et le croiseur léger SMS Breslau, patrouillaient en Méditerranée occidentale. La flotte de la Méditerranée allemande ne trouva pas les convois français, et donc bombarda les villes françaises de Philippeville et Bône (aujourd’hui en Algérie). Poursuivis par des forces françaises et britanniques supérieures, le Goeben et le Breslau rejoignirent la Turquie, où ils furent transférés à la flotte ottomane, lorsque l'Empire ottoman entra dans la guerre aux côtés des puissances centrales. Elle livra de nombreuses batailles contre la flotte russe de la mer Noire jusqu'à la sortie de la guerre de la Russie en 1917.
Après que le royaume d'Italie fût entré en guerre aux côtés des Alliés en 1915, la stratégie des Alliés fut de bloquer l'Adriatique et de suivre les mouvements de la flotte autrichienne. Globalement, cette stratégie fut un succès, mais les Allemands et les Autrichiens furent en mesure d'envoyer des sous-marins en Méditerranée où ils firent quelques dégâts. Le nombre total des navires de guerre alliés perdus à cause de sous-marins allemands et autrichiens étaient : deux cuirassés de 2e ligne, deux croiseurs cuirassés, cinq destroyers et deux sous-marins (en plus de nombreux navires de la marine endommagés et des cargos coulés). Les bases de mer principales pour l'Autriche et la flotte allemande dans l'Adriatique étaient Pola (en Istrie) et Cattaro (dans le sud de la Dalmatie).
Du côté allié, leurs marines purent naviguer relativement librement dans toute la Méditerranée en gardant les unités de surface des puissances centrales coincées dans l'Adriatique ou à Constantinople. Cette liberté de mouvement fut extrêmement importante pour les Alliés, car ils purent non seulement maintenir ouvertes leurs voies d'approvisionnement (vers l’Égypte par exemple), mais aussi évacuer l'armée serbe (la prévenant de la capture) et même lancer (et approvisionner) les invasions amphibies à Gallipoli en 1915 et à Salonique en 1916.
En 1915, l'action majeure de la flotte consista en la tentative alliée de frapper l'Empire ottoman pour le faire sortir de la guerre grâce à une attaque sur Constantinople. Les Alliés avaient besoin de passer le détroit des Dardanelles afin d’approvisionner la Russie. La bataille des Dardanelles dura presque toute l'année, mais fut un désastre. L'assaut naval initial fut un échec complet à cause des mines et de l'artillerie des forteresses côtières qui coulèrent plusieurs cuirassés. Le débarquement et l'assaut terrestre furent également une défaite, avec de très lourdes pertes des deux camps. En janvier 1916, les Alliés durent se rembarquer, laissant la victoire défensive aux Turcs et la Russie sans possibilité de ravitaillement par la mer Noire, ce qui fut une des causes de la chute du tsarisme en 1917.
Après Gallipoli, la seule bataille navale importante eut lieu le 15 mai 1917, lorsque trois croiseurs autrichiens commandés par le capitaine Miklós Horthy organisèrent une série de raids coup de poing contre les transports italiens et britanniques près de Vlorë, en Albanie qui essayaient d’évacuer l'armée serbe en passe d'être défaite. Le raid fut un succès partiel, mais les raideurs furent presque détruits lorsqu’un obus toucha un moteur du croiseur autrichien SMS Novara. Face à des forces alliées supérieures, les Autrichiens retournèrent vers Pola. Les Autrichiens décidèrent alors de faire des raids contre les bateaux de patrouille qui gardaient le détroit d’Otrante entre l'Italie, Corfou et l'Albanie. Pour plus de détails voir la bataille du barrage d’Otrante.
Le 2 août 1916, le cuirassé dreadnought italien Leonardo da Vinci explosa à Tarente, tuant 249 membres de son équipage. Faisant suite au naufrage de l'USS Maine, l'événement fut largement rapporté dans la presse italienne, qui accusa immédiatement des saboteurs autrichiens ou allemands, ce que les puissances centrales n'infirmèrent pas. La cause de l'explosion ne jamais établie. Cela eut un effet considérable sur la propagande pour les deux parties.
En décembre 1917, Luigi Rizzo avec son MAS coula le cuirassé pré-dreadnought austro-hongrois SMS Wien, qui était à l'ancre à l'intérieur des défenses du port de Trieste.

## Attaque de deux cuirassés autrichiens par la marine italienne

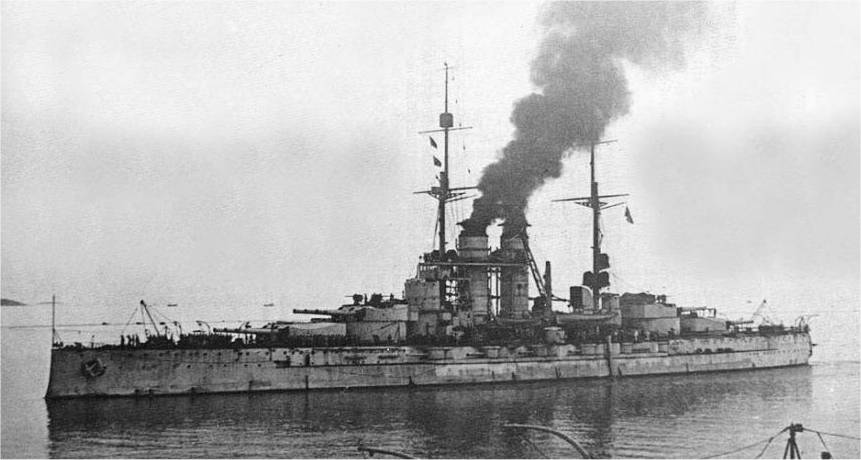
Le était l'un des quatre cuirassés dreadnoughts austro-hongrois. Il fut coulé en 1918, après une attaque à la torpille par le MAS de Luigi Rizzo.

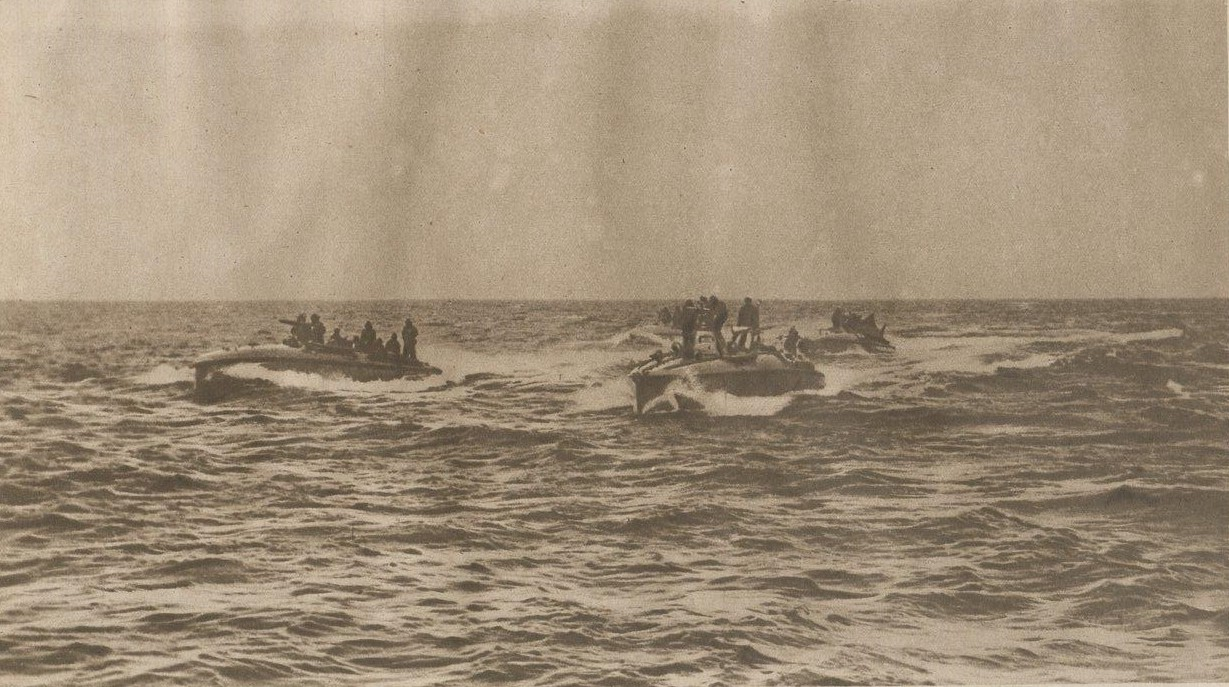
Des vedettes italiennes chargées de la lutte contre les sous-marins dans l'Adriatique en 1917.

En 1918, deux des cuirassés autrichiens furent coulés.
Un fut coulé au cours d'une bataille près de l'île de Premuda en Dalmatie. Le SMS Szent István, fut coulé, lors d'une sortie (10 juin) contre le blocus allié, vedettes lance-torpilles rapides italiennes de Luigi Rizzo.
Le second, le SMS Viribus Unitis, fut coulé par une nouvelle arme créé et utilisé par l'ingénieur et officier de marine Raffaele Rossetti: la torpille humaine appelée "Mignatta". À la fin de la guerre, une mutinerie se déclara dans la marine autrichienne et Horthy reçu l‘ordre de remettre la totalité de la flotte autrichienne au Conseil national de Slovènes, Croates et Serbes. Rossetti n’était pas au courant de cette décision et mis en œuvre son attaque bien planifiée le même jour. Ainsi, un autre cuirassé austro-hongrois fut coulé. L'explosion se produisit sous le navire le 1er novembre (juste après le gouvernement austro-hongrois s'était effondré) et le Conseil national slave ne fit aucun effort pour renflouer la coque, jusqu’à ce que l'Italie occupât la région quelques jours plus tard.

## Campagnes et des interventions secondaires
Les flottes alliées jouèrent également un rôle pour contraindre le gouvernement grec de rejoindre les Alliés et plus tard pour ravitailler les campagnes en Palestine et en Macédoine. Bien que l'Allemagne réussit à prendre le contrôle de la mer Noire et d’une partie de la flotte russe après l'effondrement de l'Empire russe, ils ne furent jamais en mesure de sortir dans la mer Égée. La flotte germano-turque essaya en 1918, mais se heurta à un champ de mines; le Breslau coula et le Gœben fut à deux doigts de suivre le même chemin, mais son capitaine fut en mesure d'échouer le navire sur une plage avant de chavirer. Le Gœben ne fut qu'après la guerre.
Les flottes alliées occupèrent brièvement Constantinople après l'armistice de Moudros, jusqu'à ce que la nouvelle république turque sous la direction de Mustafa Kemal ne reprit le contrôle de la ville en 1923.
Les navires alliés continuèrent à intervenir en Russie après la fin de la guerre, apportant des forces expéditionnaires et de l’approvisionnement via la Méditerranée aux armées blanches dans le sud de la Russie.
Le Japon, un allié de la Grande-Bretagne, envoya un total de 14 destroyers en Méditerranée à partir d’avril 1917. Les navires japonais furent très efficaces en patrouille et dans les activités anti-sous-marines. La marine austro-hongroise perdit neuf sous-marins pendant la guerre : cinq coulés par la marine italienne (U-10, U-12 (en), U-16, U-20 (en), U-23), un par les unités françaises et italiennes (U-30 (en)), l'un par des unités britanniques (U-3 (en)), aucun par la marine japonaise, qui enregistra 68 morts et des dommages importants sur le destroyer Sakaki, torpillé par le sous-marin autrichien U-27 (en).